# On My Own
"On My Own" (em português: "Por mim mesmo") foi a canção que representou a Noruega no Festival Eurovisão da Canção 2001 que teve lugar em Copenhaga em 12 de maio desse ano.
A referida canção foi interpretada em inglês por Haldor Lægreid. Houve outra canção com título semelhante neste Festival Eurovisão da Canção :  Michelle  cantou o tema  "Out On My Own" pelos Países Baixos. Foi a quarta canção a ser cantada na noite do evento, a seguir à canção da Bósnia e Herzegovina "Hano", interpretada por Nino Pršeš  e antes da canção de Israel "En Davar", cantada por "Tal Sondak". 
Terminou a competição em último lugar coma canção da Islândia "Angel, interpretada por Two Tricky. Devido ao fraco resultado, a Noruega, ficou impedida de participar no ano seguinte, em 2002, mas regressaria em 2003 com Jostein Hasselgård que interpretou a canção  "I'm Not Afraid To Move On".

## Autores
- Letristas: Tom-Steinar Hanssen,
Ole Henrik Antonsen,
Ole Jørgen Olsen
- Compositores: Tom-Steinar Hanssen,
Ole Henrik Antonsen

## Letra
A canção é uma power ballad (semelhante à canção de Eric Carmen "All by mysef"), na qual Lægreid canta sobre o fa(c)to de que ele se encontra sozinho de novo e pronto para assumir o controlo/controle de sua vida, onde antes não tinha.

## Coro
Haldor foi acompanhado nos coros por Åse Karin Hjelen e Håvard Gryting

## Outras versões do cantor
- Copenhagen party remix (Inglês) [4:28)